# 国道2号 (フィンランド)

高速道路の道路番号

国道2号（フィンランド語: Valtatie 2; スウェーデン語: Riksväg 2）は、フィンランドの高速道路で、ヴィフティとポリを結ぶ。道路の長さは 227 km (141 mi)。道路の南側はフィンランド国道1番地から始まり、2本のメインレーンを持つ典型的なフィンランドの道路として続いている。

## ルート
ヴィフティ – カルッキラ – ロホヤ – ソメロ – タンメラ – フォルッサ – ヨキオイネン – フンッピラ – ロイマー – プンカライドゥン – フッティネン – コケマキ – ハルヤヴァルタ – ナッキラ – ウルヴィラ – ポリ